# Vườn quốc gia Harz
Vườn quốc gia Harz là một khu bảo tồn thiên nhiên ở Đức. Vườn quốc gia này bao gồm 24.700 ha, trong đó 15.800 ha thuộc Niedersachsen và 8.900 ha thuộc bang Sachsen-Anhalt. Vườn quốc gia này bao gồm khu vực phía tây của dãy núi Harz, kéo dài từ Herzberg và Bad Lauterberg tại rìa nam đến Bad Harzburg và Ilsenburg ở sườn phía bắc. 95% khu vực vườn quốc gia này là rừng, chủ yếu là rừng cây gỗ vân sam và sồi. Địa hình ở đây đặc trưng với đá granit, cách đầm lầy và rạch. Vườn quốc gia này thuộc hệ thống Natura 2000 của Liên minh châu Âu.

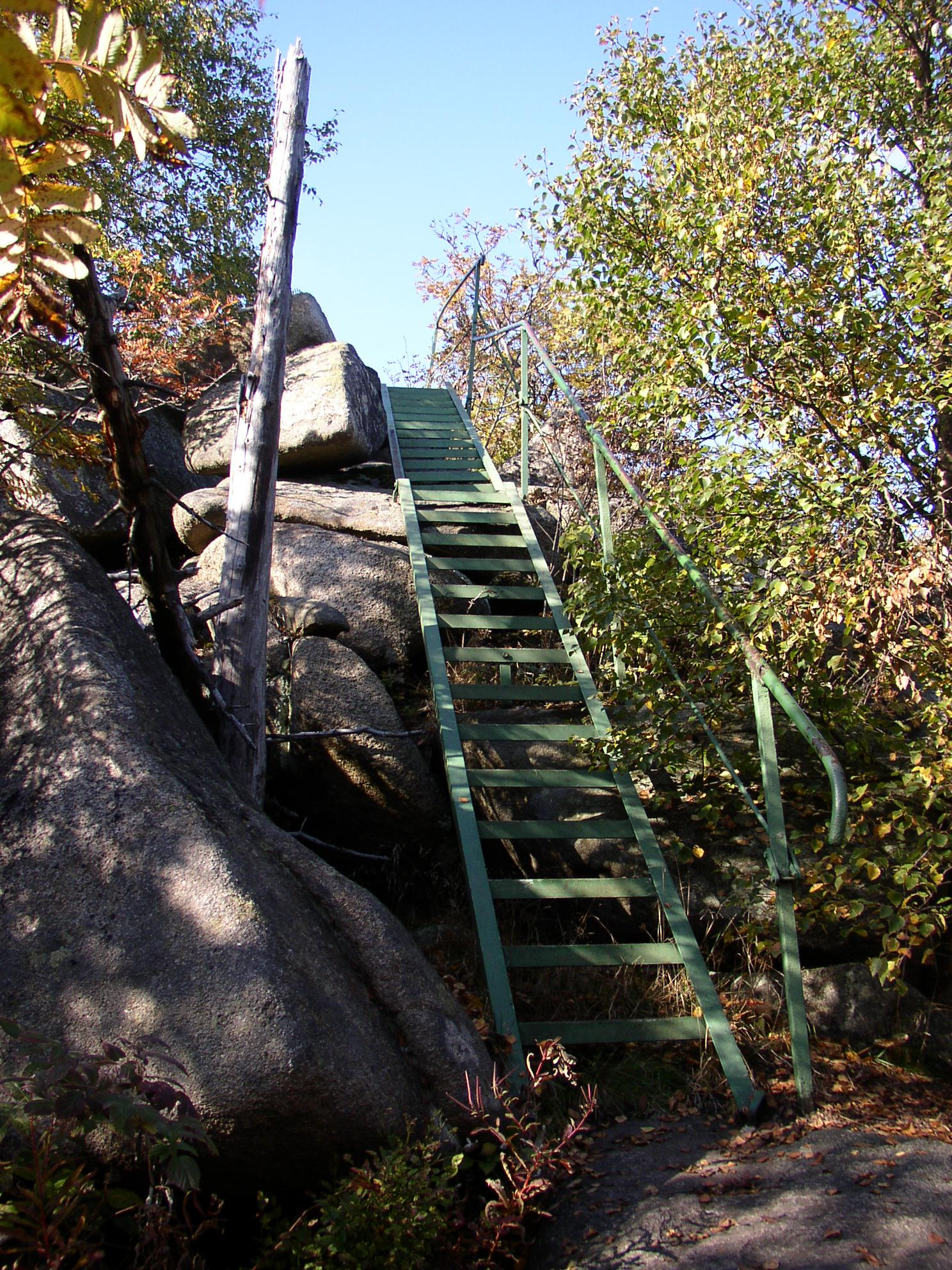
„Leistenklippe"

Khu vực bảo vệ bao gồm 10% diện tích của dãy núi Harz. Độ cao từ 230 m ở phía bắc đến 1141 m ở đỉnh núi Brocken. Ở khu vực vườn quốc gia này là nơi bắt nguồn của các con sông như Bode hay Ilse, chi lưu của Oker.
Vườn quốc gia với diện tích như ngày nay đã được lập ngày 1 tháng 1 năm 2006 thông qua việc hợp nhất vườn quốc gia Harz Nierdersachsen (lập năm 1994) với vườn quốc gia Thượng Sachsen (thành lập năm 1994).
Ngày nay, vườn quốc gia này nằm trên địa giới các huyện Goslar, Osterode và Harz.